# 臺北市私立道明外僑學校
臺北市私立道明外僑學校（英語：Dominican International School Taipei），簡稱道明學校，又稱道明國際學校，是臺北市一所專門讓外國僑民就讀的高級中學。

## 歷史
1957年，應美軍顧問團信仰天主教的眷屬請求，天主教聖道明傳教修女會創辦私立道明外僑小學。現在是道明外僑學校，校務行政由聖道明會主導。
近年因設備更新及校舍改建，獲得「西方學校聯盟」（WESTERN ASSOCIATION OF SCHOOLS AND COLLEGES）認證

## 外部連結
- Dominican International School （页面存档备份，存于）